# Yusuf y Zulekha

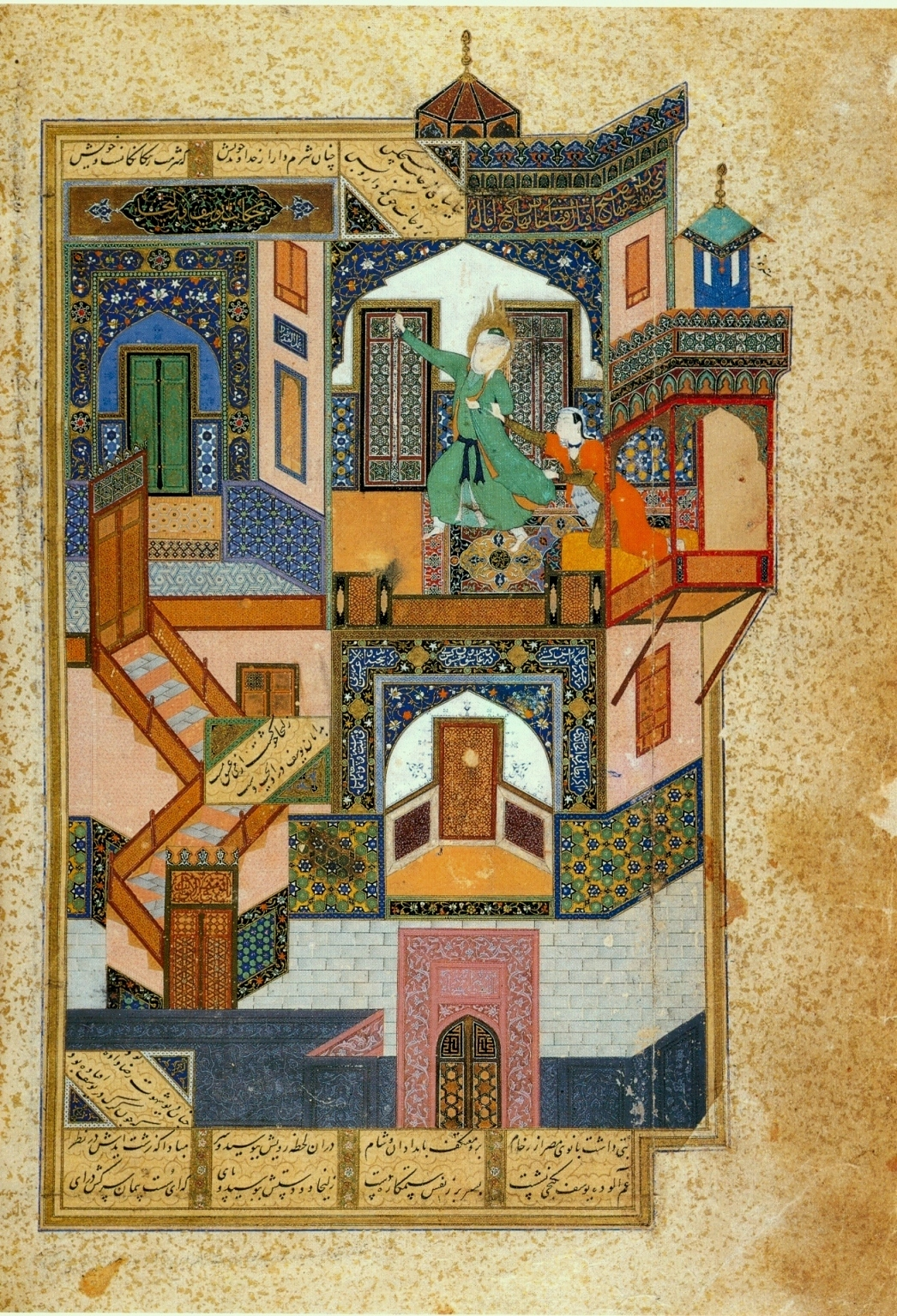
Yusuf y Zulekha (Yusuf perseguido por la mujer de Putifar), miniatura de Behzād, 1488.

'Yusuf y Zulekha' (la transliteración en español de ambos nombres varía) hace referencia a una versión islámica medieval de la historia del profeta Yusuf (José del Génesis) y la mujer de Putifar que ha perdurado durante siglos en el mundo musulmán y se encuentra en muchas lenguas tales como árabe, persa, bengalí, turco y urdu. Su versión más famosa fue escrita en lengua persa por Jami (1414-1492), en su Haft Awrang ("Siete tronos")

## En el Corán
La historia de Yusuf y Zulekha tiene lugar en el duodécimo capítulo del Corán, titulado "Yusuf". La historia desempeña un papel primordial dentro del capítulo, y comienza después de que Yusuf, hijo de Yaqub ibn Ishaq ibn Ibrahim, es abandonado y posteriormente vendido a un guardia real egipcio.
Tras alcanzar la madurez, Yusuf se vuelve tan hermoso que la esposa de su amo, más tarde llamada Zulekha en la fe islámica, se enamora de él. Cegada por su deseo, lo encierra en una habitación con ella e intenta seducirlo. Gracias a su gran sabiduría y poder, Yusuf se resiste y se da la vuelta para abrir la puerta. Molesta, Zulekha intenta detenerlo y, en el proceso, le rasga la parte de atrás de la camisa. En ese momento, el marido de Zulekha (el señor de la casa y amo de Yusuf) sorprende a Zulekha y Yusuf forcejeando en la puerta y les pide explicaciones. Desviando la culpa, Zulekha le dice a su marido que Yusuf intentó seducirla. Yusuf contradice esto y le dice al señor que Zulekha quería seducirlo. Sin estar seguro de quién es el culpable, un sirviente de la casa le dice al señor que la colocación de la rasgadura en la camisa de Yusuf dirá la verdad sobre lo sucedido. Según el criado, si la camisa de Yusuf estaba rasgada por delante, debía de ir hacia Zulekha, intentando seducirla. Por otro lado, si la camisa de Yusuf estaba rasgada por detrás, estaba intentando alejarse de Zulekha; por lo tanto, Zulekha era culpable. Tras examinar la camisa de Yusuf y ver la rasgadura en la espalda, el amo de Yusuf determina que su esposa es la culpable, y le dice airadamente que pida perdón por su pecado.
Más tarde, Zulekha oye por casualidad a un grupo de mujeres hablando del incidente, avergonzando verbalmente a Zulekha por lo que hizo. Zulekha, enfurecida por esto, da a cada mujer un cuchillo y llama a Yusuf. A su llegada, las mujeres se cortan con sus cuchillos, escandalizadas por su belleza. Zulekha, animada por demostrar a las mujeres que cualquier mujer se enamoraría de Yusuf, afirma con orgullo que Yusuf debe aceptar sus avances, o será encarcelado.
Perturbado por la pretensión de Zulekha, Yusuf reza a Alá, rogándole que haga que lo encarcelen, ya que Yusuf prefiere ir a la cárcel antes que cumplir las órdenes de Zulekha y las demás mujeres. Alá, al escuchar la petición de Yusuf, hace creer al jefe en el poder que Yusuf debe ir a la cárcel durante algún tiempo, y así lo hace Yusuf.

## En poesía

### Jami
En el año 1483, el célebre poeta Jami escribió su interpretación del romance alegórico y los textos religiosos de Yusuf y Zulekha. Se convirtió en un ejemplo clásico y en la versión más famosa de la interpretación sufí del material narrativo coránico. El ejemplo de Jami muestra cómo una comunidad religiosa toma una historia de un texto sagrado y se la apropia en un entorno religioso-sociocultural diferente de la versión original. Por ello, se conoce como una obra maestra de la poesía mística sufí.
Jámi abre el poema con una oración. En la narración, Yúsuf es un joven increíblemente apuesto. Debido a su belleza, se convierte en víctima de los celos de sus hermanos, ya que Yusuf era tan bello que influía en todos los que se encontraban con él. Los hermanos lo llevan para venderlo en un mercado de esclavos en Egipto. Jámi muestra que la codicia de los hermanos de Yusuf no es la forma de vivir una vida sufí. Yusuf es puesto en venta y asombra a todos con su belleza. Esto causa una conmoción en el mercado y la multitud empieza a pujar por él. Zulekha, la rica y bella esposa de Potifar, lo ve y queda impresionada por la belleza de Yusuf. Supera la oferta de todos y lo compra.
Durante años, Zulekha reprimió su deseo por Yusuf hasta que no pudo resistirlo más. Acaba intentando seducir a Yusuf. Cuando Potifar se enteró, envió a Yusuf a prisión haciendo que Zulekha viviera con una culpa extrema. Un día, mientras estaba en prisión, Yúsuf pudo interpretar el sueño del faraón, y así, éste nombró a Yúsuf jefe de todos sus tesoros. Gracias a ello, Yúsuf pudo reunirse con Zulekha. Vio que ella aún sentía amor por él y que se sentía desdichada. La tomó en sus brazos y rezó a Dios. La oración y el amor que Yusuf y Zulekha se tenían atrajeron una bendición de Dios. Devolviendo la juventud y la belleza a Zulekha. Se casaron y vivieron felices.
Lo que el público aprende de esta historia es que la belleza de Dios aparece en muchas formas y que la búsqueda del amor de Zulekha por parte de Yúsuf es, de hecho, el amor y la búsqueda de Dios. En la versión de Jami, Zulekha es el personaje principal e incluso más importante temática y narrativamente que Yusuf. Yusuf, en cambio, es un personaje bidimensional. Otra diferencia de la versión de Jami es que la inmensa mayoría de la historia no guarda relación con el Corán. Por último, Jami afirma que su inspiración para escribir esta versión de la historia proviene del amor.

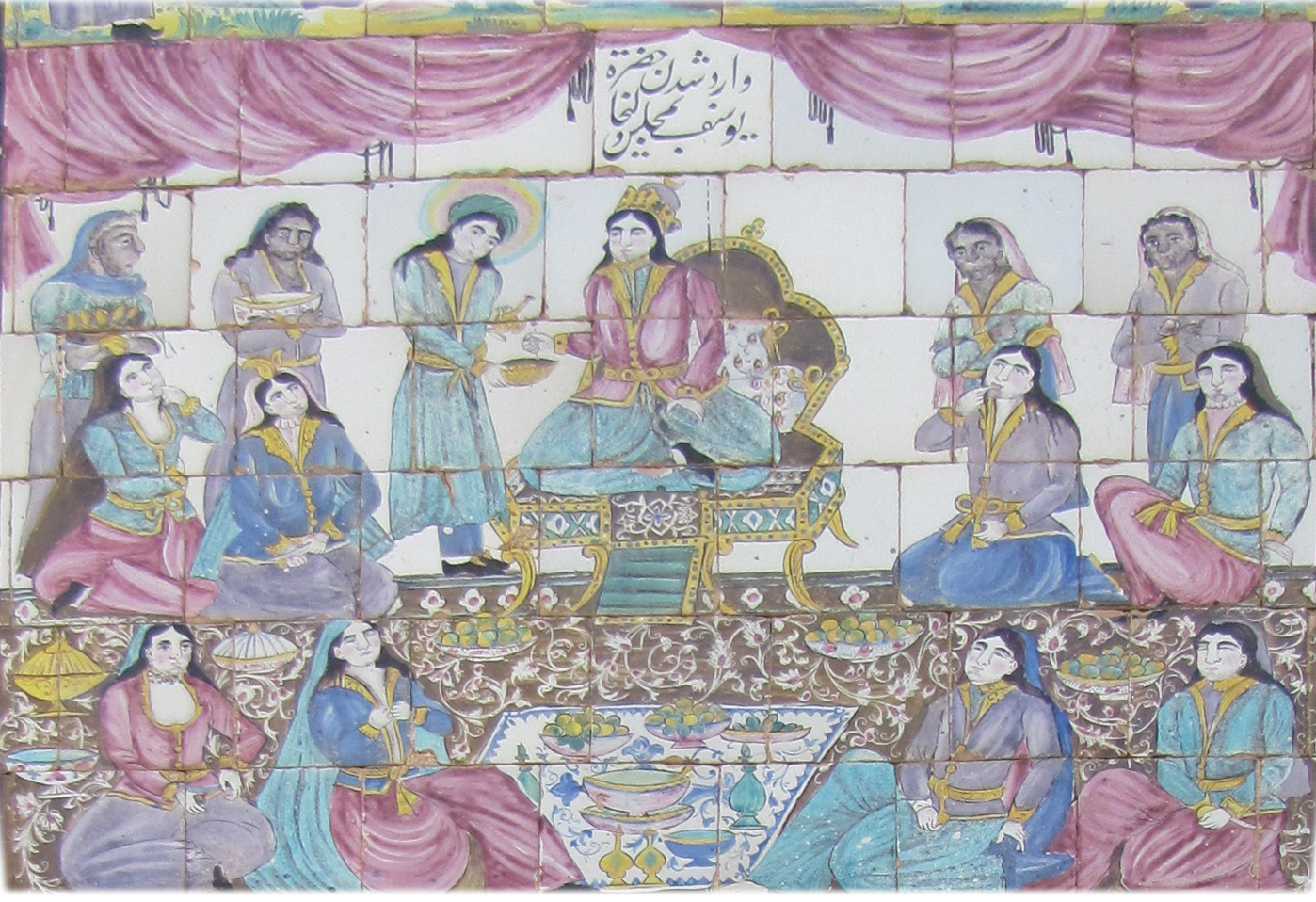
Yusuf en la fiesta de Zulekha. Pintura en Takyeh Moaven-ol-Molk, Kermanshah, Irán.

### Shah Muhammad Sagir
A medida que el Islam se extendía, autores de todo el continente asiático se sintieron atraídos por la historia de Yusuf y Zulekha. La adaptación de Jami del famoso cuento sirvió de modelo a muchos escritores del sur de Asia. El autor bengalí Shah Muhammad Sagir también publicó su propia reinterpretación. Aunque se dispone de poca información sobre su vida y las fuentes de las que se nutrió, se supone que fue escrita entre 1389 y 1409. A través de esta obra, sentó el precedente del romance en la literatura bengalí. Uno de los atributos únicos de la versión de Sagir es el cambio de escenario, ya que su poema se desarrolla en Bangladés. Ejemplo de sincretismo, mezcla elementos de la cultura hinduista con el cuento clásico islámico, lo que a su vez anima a los lectores a coexistir con otras creencias. También es testimonio de la influencia islámica en el subcontinente indio. Es conocido por sus detalladas descripciones de la belleza física de Yusuf y Zulekha, y comienza con la infancia de los dos protagonistas, que luego se desenvuelve en una historia llena de pasión y persecución. Yusuf-Zulekha de Sagir también mantiene el contacto con los valores islámicos que se encuentran en la historia original y se hace eco de la creencia sufí de que amar en la tierra es amar a Alá. Aunque Sagir no pretendía que su poema se leyera como una traducción de la versión coránica ni como una fuente de los persas anteriores a él, sí tomó prestadas tradiciones lingüísticas persa para escribirlo. Tras la introducción del poema de Sagir, otros escritores bengalíes a lo largo de los siglos se inspiraron y crearon sus propias versiones de Yusuf y Zulekha, entre ellos Abdul Hakim y Shah Garibullah. Hakim se inspiró directamente en Jami, mientras que Garibullah optó por escribir algo más singular.

### Otras versiones
También existe una versión Punjabi de Yusuf y Zulekha, compuesta por Hafiz Barkhurdar, que contiene unos mil doscientos pares de versos rimados. También él se inspiró en Jami, aunque incorporó sus propias elecciones estilísticas. En la versión de Barkhurdar, Yusuf se reúne con su padre, Yaqub, al final. Este es un ejemplo de un qissa' escrito, o un estilo panyabí de narración que hace hincapié en la tradición folclórica. La versión de Barkhurdar no se publicó hasta el siglo XIX, y para entonces ya se consideraba demasiado anticuada para la lectura general. De hecho, muchas versiones de Yusuf y Zulekha se han perdido en el tiempo. Sin embargo, la popularidad de la historia puede utilizarse para medir el impacto de la persianización en el sur de Asia. Esto es evidente en la interpretación de Maulvi Abd al-Hakim de Yusuf y Zulekha, que imita directamente a Jami, así como otros rasgos de la lengua persa. No obstante, estas historias contribuyeron al desarrollo de la qissa como género.

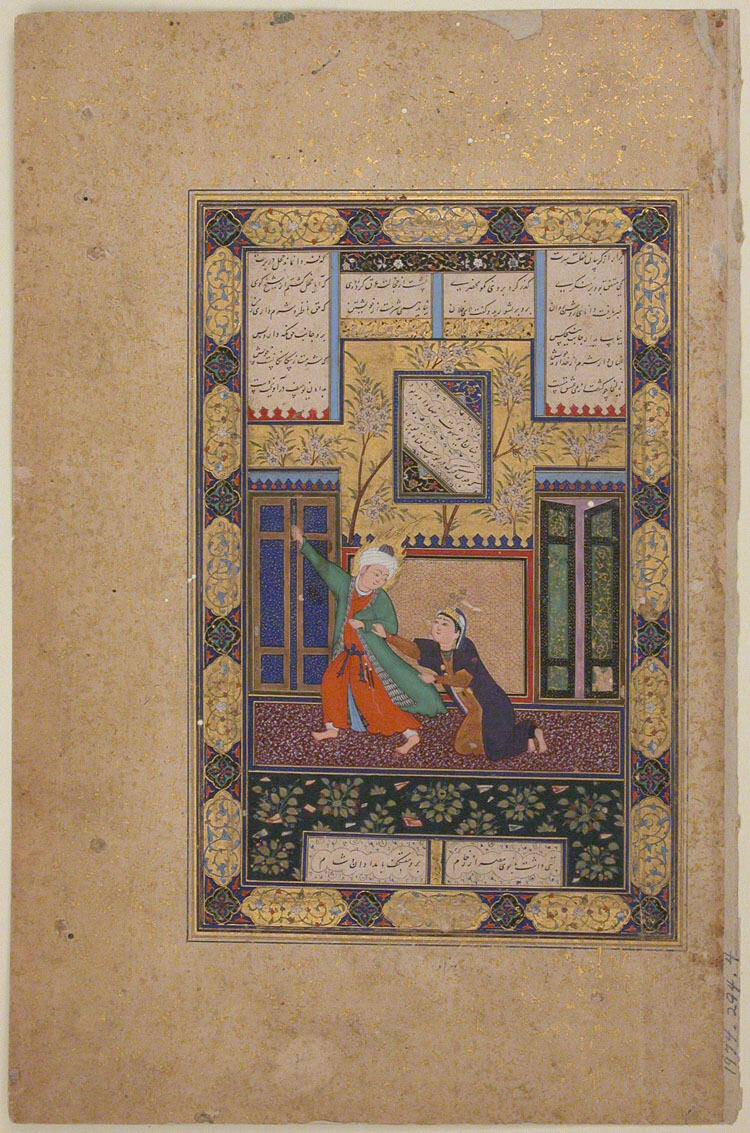
Folio 51r de un Bustan de Sa`di, "Yusuf y Zulekha"